# Macromitrium paridis
Macromitrium paridis là một loài Rêu trong họ Orthotrichaceae. Loài này được Besch. mô tả khoa học đầu tiên năm 1898.